# Цикадки

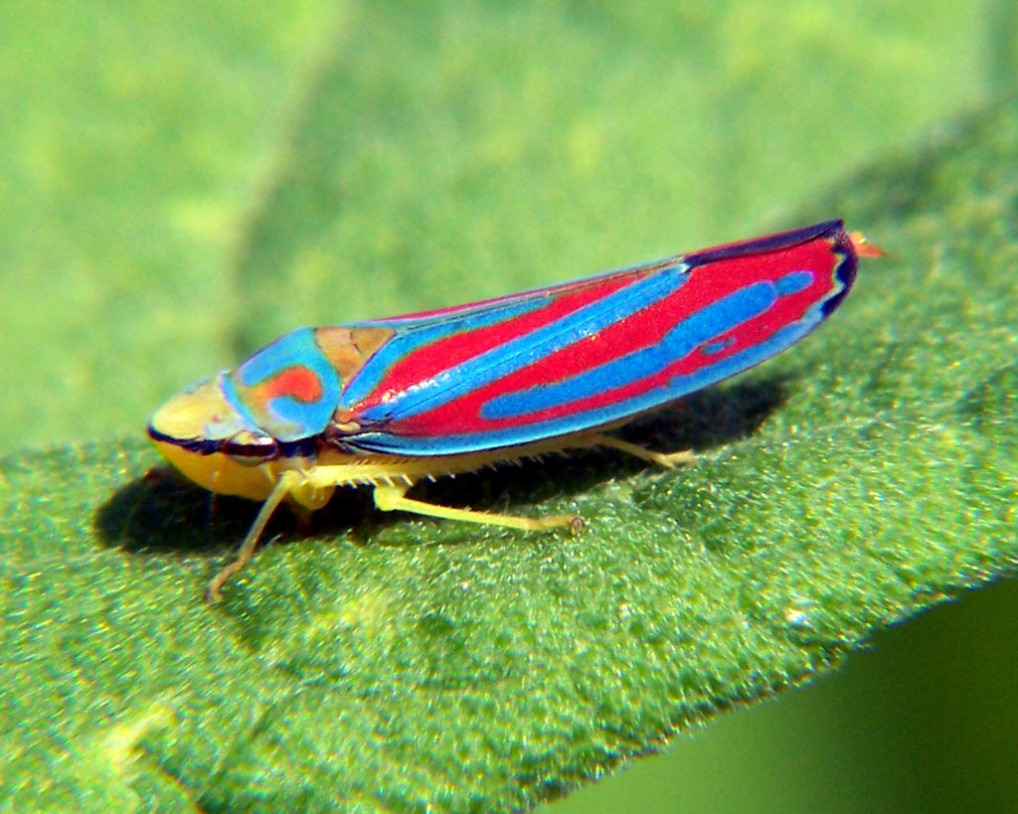
Graphocephala coccinea

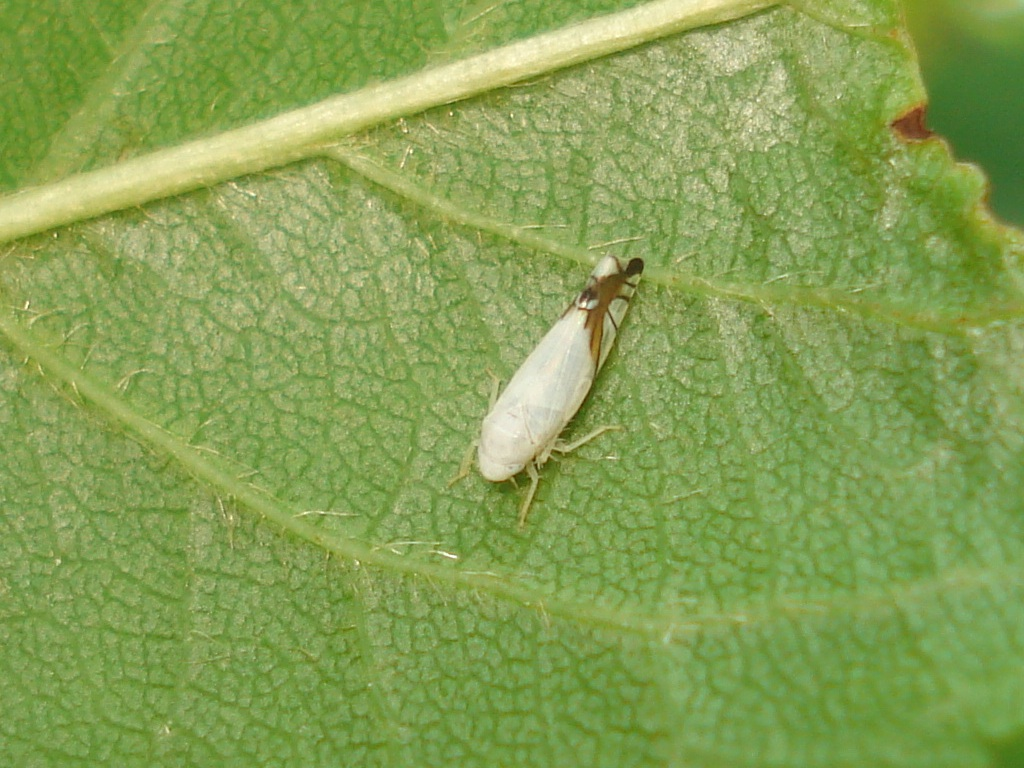
Aguriahana stellulata

Цикадки (лат. Cicadellidae) — большое семейство полужесткокрылых насекомых, насчитывающее около 20000 видов. Обычно около 1 см в длину (от 2 до 30 мм).

## Распространение
Повсеместно обитают более 20 000 описанных видов, из них 5000 в Неотропике, 3000 в Северной Америке. Для бывшего СССР указывалось более 270 родов и 1300 видов.
В США и Канаде более 2500 видов и 225 родов.

## Описание
Цикадки — маленькие прыгающие насекомые с одним или несколькими рядами зубчиков (выступов) на задней голени. Они окрашены в самые различные цвета с различными линиями, точками и пятнами.

## Образ жизни
Сосущие насекомые, питаются растительной пищей.
Представители мирмекофильной трибы Pogonoscopini (Eurymelinae) днём живут как инквилины в гнёздах муравьёв, а ночью кормятся на растениях под охраной тех же муравьёв (Day & Pullen 1999).

## Палеонтология
В ископаемом виде известны с раннего мела. К настоящему моменту описано около 100 ископаемых видов цикадок.

## Классификация
Известно около 22 000 описанных видов, объединяемых примерно в 36 подсемейств. Получены филогенетические гипотезы на основе морфологии, на основе молекулярно-генетических исследований рДНК, показавшие, что многие из подсемейств немонофилитические.
Наибольшее разнообразие отмечено в крупнейшем подсемействе Deltocephalinae, где описано около 6600 видов (около 40 триб и более 900 родов).

### Подсемейства
- Acostemminae
- Agalliinae
- Aphrodinae
- Arrugadinae
- Austroagalloidinae
- Bythoniinae
- Cicadellinae
- Coelidiinae
- Deltocephalinae
- Errhomeninae
- Euacanthellinae
- Eupelicinae
- Eurymelinae
- Euscelinae
- Evacanthinae
- Evansiolinae
- Gyponinae
- Hylicinae
- Iassinae
- Idiocerinae
- Ledrinae
- Macropsinae
- Makilingiinae
- Megophthalminae
- Mileewinae
- Mukariinae
- Neobalinae
- Neocoelidiinae
- Neopsinae
- Nioniinae
- Nirvaninae
- Phereurhininae
- Selenocephalinae
- Signoretiinae
- Stegelytrinae
- Tartessinae
- Tinterominae
- Typhlocybinae
- Xestocephalinae